# Đinh
Đinh is een Vietnamese naam, die in Vietnam zowel als familienaam als voornaam voorkomt. De betekenis van de naam is bergtop. De schrijfwijze kan ook zonder het streepje door de D zijn, de betekenis is dan kalm of vredig. Als voornaam wordt de naam veelal gegeven aan jongens, maar wordt ook aan meisjes gegeven.
De naam is een verwijzing naar de Đinh-dynastie, maar kan ook vertaling zijn op de Chinese variant Ding.